# La morfina (Santiago Rusiñol)
La morfina es una obra de las más importantes del pintor y escritor Santiago Rusiñol de 1894. Formó parte del Modernismo (arte) de finales del siglo XIX y principios del XX  y está expuesto en el Museo Cau Ferrat de Sitges (Barcelona), que él mismo fundó. En 2014 el cuadro formó parte de la exposición "París 1900. La ville" en la misma ciudad.
La morfina es el segundo de una pareja de cuadros: La medalla, también conocida como Antes de consumir el alcaloide, y esta obra. La primera, más grande en dimensiones, muestra a chica sentada en la cama con algo entre las manos.

## Contexto histórico
Desde el Renacimiento el consumo del opio, que contiene morfina, experimentó un auge debido a la expansión de las relaciones comerciales entre Europa y Oriente, de donde procedía. Los médicos comenzaron a recetarlo por sus características inhibidoras y sedantes que quitaban el dolor y producían bienestar y tranquilidad, adquiriendo reputación de medicina curalotodo. Aunque podía ingerirse en píldoras edulcoradas, el opio es amargo, desde finales del siglo XVII se consumía entre los más acomodados principalmente en forma líquida, disuelto en una mezcla de vino dulce y especias denominada láudano. En el siglo XVIII su precio bajó al aumentar su flujo a Europa y América y se presentaba también en linimentos, grajeas, enemas, jarabes, que como los láudanos se vendían en las boticas como remedio para gran cantidad de síntomas. Muchos se volvían adictos y fingían enfermedades para seguir tomándolo. El opio consumido en Europa procedía de Oriente Próximo y contenía más morfina que el de la India, desde donde los ingleses empezaron a introducirlo de contrabando en China, donde estaba prohibido. La resistencia china a este comercio provocó dos guerras con Gran Bretaña a mediados del siglo XIX, que marcaron un cambio en la forma europea de ver Oriente y trajeron una nueva forma de consumo del opio: fumado. En Extremo Oriente se fumaba y los fumaderos de opio chinos se convirtieron a ojos europeos en símbolo de la depravación oriental, mientras los emigrantes chinos los abrían en las grandes metrópolis europeas y americanas. En 1806 se extrajo por primera vez del opio la morfina y en 1853 se inventó la aguja hipodérmica o jeringuilla, la morfina directamente inyectada producía efectos más rápidos y potentes, pero también creaba adicción más pronto. Este nuevo método fue empleado durante la guerra de Secesión estadounidense en los soldados heridos, y luego será rutinaria en los ejércitos creando tal número de adictos que al principio se la llamó "enfermedad del soldado". Irónicamente, la morfina inicialmente se presentó como no adictiva y se empleó para deshabituar opiómanos, del mismo modo que se creó la heroína en 1898 en principio para superar la adicción al opio y la morfina.
Santiago Rusiñol se mudó a París en 1889, donde por los dolores de una caída comenzó a consumir morfina. Se volvió adicto durante diez años, luego se desintoxicó en un proceso que duró otros cinco años. Fue allí, en su último viaje a la ciudad francesa, donde pintó el cuadro.

## Tema
Rusiñol refleja en el cuadro a una mujer, la modelo Estephanie Nantas, una modelo que posaba a menudo para él. La chica aparece tendida en una cama con una manta de color amarillo, que simboliza la enfermedad. Se encuentra en una habitación en penumbra y destaca la carga sexual en el rostro de placer haciendo ver que la mujer ha iniciado ya su viaje por los mundos de Morfeo, en la tensión de la mano agarrando la sábana, el pelo suelto y alborotado y el tirante del camisón que cae sutilmente dejando descubierto el hombro.
Esta pintura desarrolla un tema bien conocido para el autor, puesto que él mismo fue morfinómano entre 1889 y 1899. Escribió en uno de sus poemas:

“Espíritu amado como la sombra del reposo que apaga la sed del corazón y lo maldice, consolándolo...” “...adormece las fibras del corazón y despierta las del alma”.